# Предполье
Предпо́лье (передовая полоса обороны) — укреплённая передовая полоса обороны впереди главной полосы обороны или впереди укреплённого района, отдельный элемент современной обороны.

## История
В периоды развития цивилизаций также совершенствовалось и их военное дело, в том числе и военное искусство. 
Понятие «предполье» известно с XVII столетия, и окончательно оформилось после Первой мировой войны с созданием мощных пограничных укреплений типа укреплённых районов (УР), и линий например линии Мажино, Бенеша, Маннергейма и так далее.
С XVII столетия, воинские начальники старались использовать на поле боя (сражения, битвы) предполье как полосу с естественными и искусственными препятствиями (заграждениями) и разрушениями, устраиваемыми впереди главной полосы обороны при отсутствии непосредственного соприкосновения с противником, в тех местах и случаях, когда это подсказывается обстановкой, позволяют время и средства обороняющихся.
Назначение предполья — задержать наступающего противника с целью выигрыша времени и измотать его в период подхода к оборонительной полосе. Условия местности и обстановки могут приводить к самым разнообразным решениям обороняющейся стороны по организации предполья. Глубина предполья может значительно колебаться.
После Гражданской войны и интервенции в России, первым идею организации фортификационных сооружений капитального типа, вдоль предполагаемой линии обороны Советской России и позже Союза ССР, в виде узлов сопротивления, долговременных укреплённых позиций, выдвинул советский инженер-фортификатор С. А. Хмельков в 1920 году. Разработанная им система фортификации получила наименование Укреплённого района и представляла собой рубеж или полосу местности, оборудованные долговременными и полевыми фортификационными сооружениями, прикрываемыми заграждениями всех видов, типов и системой огня, а также гарнизонами специальных войск (сил), предназначенных для самостоятельных действий или совместно с полевыми войсками.
Перед Великой Отечественной войны, в ВС Союза ССР, система предполья была окончательно не разработана, и в округах этот вопрос решался по-разному. 
После Второй мировой войны термин предполье заменён терминами «полоса обеспечения» (советский) и  «зона прикрытия» (североамериканский).

## Состав
В зависимости от исторического периода, местности, времени года, сил и средств обороняющегося в состав системы предполья могли входить:
- естественные препятствия (заграждения):
  - водные (реки, озёра и так далее);
  - земляные (горы, холмы, овраги и так далее);
- искусственные препятствия (заграждения):
  - неподвижные (рвы, волчьи ямы, запруды, завалы и так далее);
  - переносные (шахматные колья, засеки, палисад, спотыкачи, штурмфалы, рогатки, доски с гвоздями, колючая проволока, ежи, фугасы, мины и так далее).